# Аньелли, Андреа
Андреа Аньелли (итал. Andrea Agnelli; род. 6 декабря 1975 года, Турин) — итальянский бизнесмен, член совета директоров компаний Exor и FIAT, с 19 мая 2010 до 28 ноября 2022 экс-президент «Ювентуса».

## Семья
Андреа Аньелли — представитель знаменитой династии Аньелли. Бывшие президенты Ювентуса Эдоардо Аньелли, Джанни Аньелли и Умберто Аньелли, являются соответственно дедушкой, дядей и отцом Андреа.

## Карьера
Учился в Англии в колледже St Clare’s в Оксфорде и Италии в Университете Боккони в Милане, параллельно получая опыт.
После окончания университета занимался вопросами продвижения, стратегического развития и маркетинга в крупных компаниях, таких как Ferrari, Uni Invest SA и Philip Morris International.
С 2005 по 2006 год занимался стратегическим развитием в IFIL (итал. Istituto Finanziario Industriale Laniero), ныне Exor. С 30 мая 2004 года является членом совета директоров FIAT и с 2006 года Exor, холдинговой компании FIAT.
В 2008 году становится генеральным директором Royal Park Golf & Country Club I Roveri, а 29 сентября 2008 года вошёл в совет Итальянской федерации гольфа.
19 мая 2010 года избран председателем совета директоров и президентом футбольного клуба «Ювентус». «Должность, которую я сегодня занял — свидетельство единения моей семьи и обязательств перед клубом. Предстоящая работа будет очень требовательной. Именно поэтому мы уже сейчас составляем программы и стратегию на следующий сезон», — так Аньелли прокомментировал своё назначение на пост главы футбольного клуба.
В 2012 году вошёл в руководство Ассоциации европейских клубов. В сентябре 2015-го назначен представителем ассоциации в Исполнительном комитете УЕФА.
В сентябре 2017 года избран главой Ассоциации европейских клубов. В 2020-м переизбран ещё на три года.
Является председателем Пьемонтского фонда по борьбе с онкологическими заболеваниями.

## Личная жизнь
27 августа 2005 года женился на Эмме Винтер. У пары двое детей — Байя Аньелли (род. 24 мая 2005 года в Турине) и Джакомо Дай Аньелли (род. 16 декабря 2011 года в Турине) .